# Władysław Łach
Władysław Łach (ur. 16 listopada 1945 w Krakowie) - trener piłkarski.

## Życiorys
Jako zawodnik grał w krakowskich klubach: Grębałowiance, Wandzie i Hutniku.
Był trenerem I klasy.
Jest absolwentem Studium Trenerów Piłki Nożnej w Katowicach.
Przez 12 lat był członkiem rady trenerów PZPN.
Odbył staże trenerskie w Schalke Gelsenkirchen, Udinese Calcio, Brescii Calcio i Olimpique Lyon.

Był oficjalnym obserwatorem PZPN podczas mundialu w 1998 roku.